# دينوجست
دينوجست
(بالإنجليزية: Dienogest)‏ الذي يُباع تحت الاسم التجاري Visanne وأسماء تجارية أخرى، هو نوع من أنواع هرمون البروجستين المصنعة، يستخدم في حبوب منع الحمل، وفي علاج التهاب بطانة الرحم. كما أنه يستخدم في علاج انقطاع الطمث وعلاج فترات الطمث. دينوجست يتوافر على حد سواء لوحده، كما يضاف مع هرمون الاستروجين في شكل مركب. يؤخذ عن طريق الفم.